# GJC3
GJC3 (англ. Gap junction protein gamma 3) – білок, який кодується однойменним геном, розташованим у людей на короткому плечі 7-ї хромосоми. Довжина поліпептидного ланцюга білка становить 279 амінокислот, а молекулярна маса — 31 299.
| 10         |  | 20         |  | 30         |  | 40         |  | 50         |
| ---------- |  | ---------- |  | ---------- |  | ---------- |  | ---------- |
| MCGRFLRRLL |  | AEESRRSTPV |  | GRLLLPVLLG |  | FRLVLLAASG |  | PGVYGDEQSE |
| FVCHTQQPGC |  | KAACFDAFHP |  | LSPLRFWVFQ |  | VILVAVPSAL |  | YMGFTLYHVI |
| WHWELSGKGK |  | EEETLIQGRE |  | GNTDVPGAGS |  | LRLLWAYVAQ |  | LGARLVLEGA |
| ALGLQYHLYG |  | FQMPSSFACR |  | REPCLGSITC |  | NLSRPSEKTI |  | FLKTMFGVSG |
| FCLLFTFLEL |  | VLLGLGRWWR |  | TWKHKSSSSK |  | YFLTSESTRR |  | HKKATDSLPV |
| VETKEQFQEA |  | VPGRSLAQEK |  | QRPVGPRDA  |  |            |  |            |

A: Аланін

C: Цистеїн

D: Аспарагінова кислота

E: Глутамінова кислота

F: Фенілаланін

G: Гліцин

H: Гістидин

I: Ізолейцин

K: Лізин

L: Лейцин

M: Метіонін

N: Аспарагін

P: Пролін

Q: Глутамін

R: Аргінін

S: Серин

T: Треонін

V: Валін

W: Триптофан

Локалізований у клітинній мембрані, мембрані, клітинних контактах.